# Yuju
Choi Yu-na (em coreano:  hangul: 최유나; hanja: 崔裕娜; rr: Choi Yu-na; MR: Ch'oe Yuna; Goyang, Gyeonggi, Coreia do Sul, 4 de outubro de 1997), mais conhecida pelo seu nome artístico Yuju (em coreano:  hangul: 유주; hanja: 裕株; rr: Yuju), é uma cantora sul-coreana. É popularmente conhecida por ter sido integrante do grupo feminino GFriend, em que foi a vocalista principal.

## Carreira
Yuju participou, em 2011, da primeira temporada do K-Pop Star 1, sendo infelizmente eliminada na primeira rodada. É possível que ela teria quase estreado no grupo Fiestar.
Em janeiro de 2015, Yuju fez sua estreia como integrante do girl group GFriend com o single "Glass Bead". Poucos meses depois, o grupo lançou seu segundo single, chamado "Me Gustas Tu". Durante as promoções da música, enquanto se apresentava num palco escorregadio, as integrantes do GFriend caíram no palco oito vezes, ganhando a atenção internacional. O grupo foi elogiado pelo seu profissionalismo, especialmente Yuju, que teve um dedo torcido durante a performance. Sua próxima música com GFriend, "Rough", ganhou 15 vezes em programas de show de músicas.
Yuju cantou "Spring Is Gone by Chance" para o drama de televisão sul-coreana The Girl Who Sees Smells com Loco, que ganhou muita atenção. A canção ganhou o "OST Chart First Place" dez semanas seguidas no Music Bank e "Best OST" no Melon Music Awards de 2015. Uma versão acústica da canção também foi lançada.
Yuju gravou "Billy & The Brave Guys", para a trilha sonora do filme de animação Chicken Hero, que foi lançado em 18 de fevereiro de 2016. Em março de 2016, ela colaborou com Sunyoul de UP10TION para uma canção chamada "Cherish"

## Discografia
| Título                                                                                   | Ano                    | Melhores posições nas paradas | Vendas (DL)            | Álbum                                |
| Título                                                                                   | Ano                    | KOR                           | Vendas (DL)            | Álbum                                |
| Como artista principal                                                                   | Como artista principal | Como artista principal        | Como artista principal | Como artista principal               |
| ---------------------------------------------------------------------------------------- | ---------------------- | ----------------------------- | ---------------------- | ------------------------------------ |
| "I Love You"                                                                             | 2015                   | —                             |                        | King of Mask Singer Vol. 16          |
| "Without a Heart" (com The Name)                                                         | 2015                   | —                             |                        | King of Mask Singer Vol. 16          |
| Colaborações                                                                             |                        |                               |                        |                                      |
| "Spring Is Gone by Chance" (com Loco)                                                    | 2015                   | —                             | : 1,709,347+           | The Girl Who Sees Smells OST. Part 2 |
| "Spring Is Gone by Chance" (versão acústica) (com Loco)                                  | 2015                   | —                             |                        | The Girl Who Sees Smells OST. Part 2 |
| "Cherish" (com Sunyoul)                                                                  | 2015                   | —                             | : 224,942+             | Lançamento sem álbum                 |
| "—" indica lançamentos que não figuraram nas paradas ou não foram lançados nessa região. |                        |                               |                        |                                      |

## Filmografia

### Programas de variedades
| Data | Programa            | Canal | Papel       | Notas                                     |
| ---- | ------------------- | ----- | ----------- | ----------------------------------------- |
| 2011 | K-pop Star 1        | SBS   | Concorrente | Eliminada na primeira rodada              |
| 2015 | King of Mask Singer | MBC   | Concorrente | Episódios 15–16, venceu a primeira rodada |
| 2016 | Duet Song Festival  | MBC   | Concorrente | Episódio 14, dueto com Joo Beom-jin       |
| 2017 | Fantastic Duo 2     | SBS   | Concorrente | Episódio 28, venceu                       |

## Prêmios e indicações

### Melon Music Awards
| Ano  | Categoria | Recipiente                                 | Resultado |
| ---- | --------- | ------------------------------------------ | --------- |
| 2015 | Best OST  | "Spring Is Gone by Chance" por Yuju & Loco | Venceu    |